# Chitrouni
Chitrouni är en ort i Komorerna.   Den ligger i distriktet Anjouan, i den centrala delen av landet, 130 km öster om huvudstaden Moroni. Chitrouni ligger 39 meter över havet och antalet invånare är 1 081.
Terrängen runt Chitrouni är kuperad åt sydväst, men åt sydost är den bergig. Havet är nära Chitrouni åt nordväst.  Närmaste större samhälle är Sima, 6,5 km väster om Chitrouni. I omgivningarna runt Chitrouni växer i huvudsak städsegrön lövskog.